# Rentinus perkinsi
Rentinus perkinsi är en insektsart som beskrevs av George Willis Kirkaldy 1906. Rentinus perkinsi ingår i släktet Rentinus och familjen lyktstritar. Inga underarter finns listade i Catalogue of Life.